# Кольцевая автомобильная дорога

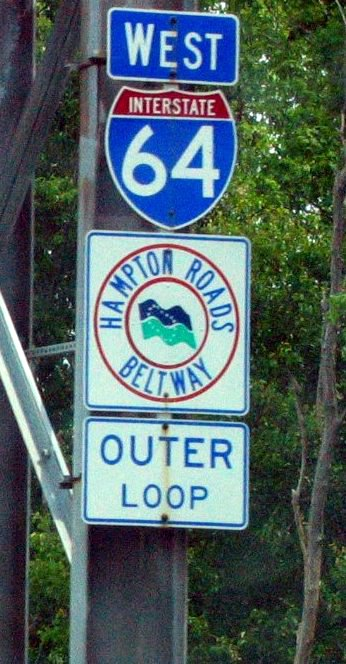
Знак на кольцевой автодороге в Виргинии

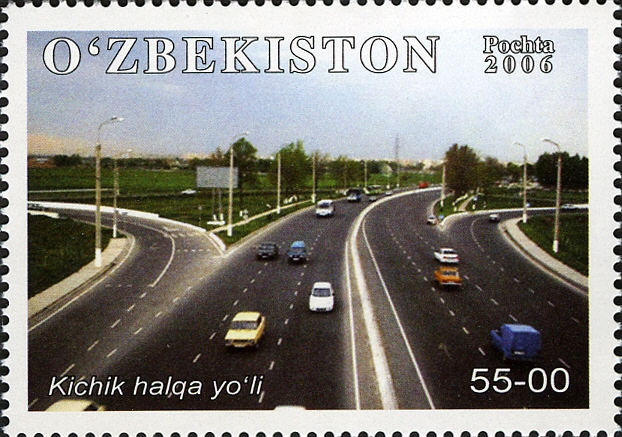
Ташкентская кольцевая автомобильная дорога на почтовой марке Узбекистана

Кольцевая автомобильная дорога (КАД) — окружная (кольцевая) автомобильная трасса вокруг крупных населённых пунктов, мегаполисов, либо их агломераций, главное предназначение которой — снизить нагрузку транзитного транспортного потока на центр города.
Как правило, кольцевые автодороги крупных городов не ограничиваются местным значением, а являются объединяющим элементом транспортной системы региона и соединяют в единое целое все основные дорожные магистрали, расходящиеся из центра. КАД могут иметь как региональное, так и федеральное значение.
В России особенно актуальным строительство кольцевых автомобильных дорог стало с конца 1990-х годов в связи с бурным ростом автомобилизации.
Дороги, позволяющие объехать город только с одной стороны, часто называют объездными дорогами. Например, Новгородская объездная дорога, Лужская объездная дорога.

## Наиболее крупные кольцевые автомобильные дороги в России и странах бывшего СССР
| Полное название                                                                           | Сокращение | Протяжённость, км                                       |
| ----------------------------------------------------------------------------------------- | ---------- | ------------------------------------------------------- |
| Московское большое кольцо                                                                 | МБК        | 547                                                     |
| Московское малое кольцо                                                                   | ММК        | 347                                                     |
| Центральная кольцевая автомобильная дорога                                                | ЦКАД       | 336,5                                                   |
| Кольцевая автодорога (Ленинградская область)                                              | КАД        | 265,4                                                   |
| Вторая (большая) Кольцевая дорога вокруг Киева (проект)                                   |            | 213                                                     |
| Вторая Петербургская кольцевая автомобильная дорога (проект)                              |            | 175                                                     |
| Вторая минская кольцевая автомобильная дорога                                             | МКАД-2     | 160                                                     |
| Обход города Челябинска                                                                   | ЧКАД       | 151,5                                                   |
| Обход города Самары (проект)                                                              | ЮОД        | ~150 (построено 78,7)                                   |
| Петербургская кольцевая автомобильная дорога                                              | КАД (СПб)  | 142,15                                                  |
| Новокузнецкая кольцевая автомобильная дорога (проект)                                     | НКАД       | ~127 (построено 50)                                     |
| Окружная дорога Саратова и Энгельса (Саратовская кольцевая автомобильная дорога) (проект) | СКАД       | ~125 (построено 78,8)                                   |
| Приморское кольцо (Калининградская область) (проект)                                      |            | 123 (построено ~43)                                     |
| Большая окружная автомобильная дорога (Киев) (проект)                                     | БОД        | ~120 (построено 34,4)                                   |
| Ростовское транспортное кольцо                                                            | РТК        | ~110(построено 73, включая Северный и Восточный обходы) |
| Московская кольцевая автомобильная дорога                                                 | МКАД       | 108,9                                                   |
| Кольцевая автомобильная дорога вокруг Санкт-Петербурга                                    | КАД        | 142,15                                                  |
| Ижевская кольцевая автомобильная дорога (проект)                                          |            | 96 (построено ~53)                                      |
| Екатеринбургская кольцевая автомобильная дорога                                           | ЕКАД       | 90,3                                                    |
| Липецкая кольцевая автомобильная дорога (проект)                                          | ЛКАД       | ~90 (построено 78)                                      |
| Харьковская окружная автомобильная дорога                                                 | ХОАД       | 82,7                                                    |
| Бобруйская кольцевая автомобильная дорога (проект)                                        |            | ~75 (построено ~62)                                     |
| Ташкентская кольцевая автомобильная дорога                                                | ТКАД       | 67                                                      |
| Большая Алматинская кольцевая автомобильная дорога (проект)                               | БАКАД      | 65,5                                                    |
| Ставропольская кольцевая автомобильная дорога                                             | СКАД       | 59,1                                                    |
| Тюменская кольцевая автомобильная дорога                                                  | ТКАД       | ~56,3                                                   |
| Минская кольцевая автомобильная дорога                                                    | МКАД       | 56,2                                                    |
| Обход города Казани                                                                       |            | 49,5                                                    |
| Воркутинское кольцо                                                                       |            | 48                                                      |
| Кропивницкая кольцевая автомобильная дорога                                               |            | 47,5                                                    |
| Кемеровская кольцевая автомобильная дорога (проект)                                       | ККАД       | ~45 (построено 6)                                       |
| Глубокий обход города Красноярска                                                         |            | 41                                                      |
| Львовская кольцевая автомобильная дорога                                                  |            | 39                                                      |
| Малая окружная автомобильная дорога (Киев)                                                | МОД        | 38,9                                                    |
| Третье транспортное кольцо (Москва)                                                       | ТТК        | 35,1                                                    |
| Большое Казанское кольцо                                                                  |            | ~34                                                     |
| Обход города Иркутска                                                                     |            | 24                                                      |
| Гродненская кольцевая автомобильная дорога                                                |            | 20,3                                                    |
| Обход города Находки                                                                      |            | 18,5                                                    |